# Siban
Siban, ook Shiban of Shibani (? - 1266) was een Mongools khan. Hij was de zoon van Jochi en de kleinzoon van Genghis Khan. Zijn broers waren onder meer Batu, Berke en Orda. Hij was de stamvader van de heersers van Oezbekistan.
Zijn erfdeel na de dood van zijn vader en grootvader was centraal Siberië. Hij was leider van dit gebied van 1226 tot 1266. Zijn buren waren de Witte Horde in het zuiden en de Blauwe Horde in het westen. Deze werden door zijn broers Orda en Batu geleid. Belangrijk verder was Sibans bijdrage aan de Slag bij de Mohi tegen de Hongaren onder leiding van Batu.

## Sibans opvolgers en afstammelingen
(gebaseerd op de tabellen van Peter Truhart)
- Bahadur (volgens Rashid al-Din zijn tweede zoon)
- Jochi-Bugha
- Badaqul
- Qutlug Ming Temür
- Tunkabeg Kundi
- Ibrahim
- Daulat Sayh
- Abu'I-Chair
- Haidar 1468
- Mohammed Sibani
- ... de heersers van Oezbekistan